# Anthony Stafford Beer
Anthony Stafford Beer (Londen, Groot-Brittannië, 25 september 1926- 23 augustus 2002) was psycholoog en is bekend geworden door zijn werk aan de ontwikkeling van de cybernetica en als de grondlegger van het Viable System Model.

## Algemeen
Anthony Stafford Beer is geboren op 25 september 1926 in Londen. Hij studeert aan de Universiteit van Londen af in filosofie en psychologie.
Na zijn twee studies te hebben afgerond ging Beer het leger in tijdens de Tweede Wereldoorlog. Hij begon als artillerist, klom op tot hoofd van de afdeling inlichtingen in India om daarna in te worden aangesteld als hoofd personeelsselectie.
Toen Beer uit het leger kwam werd hij verantwoordelijk voor de Operations Research groep bij een staalfabrikant. Binnen deze functie ontwikkelde hij diverse cybernetische modellen. Volgend op deze functie was de functie van hoofd operational research and cybernetics, waarin hij verantwoordelijk was voor het oplossen van problemen op diverse gebieden. Onderzoek in neurocybernetica en mathematische modellen leverde het Viable System Model op, een model om organisaties te ontwerpen. Zijn bijdragen aan de wetenschap leverde Stafford Beer vele onderscheidingen en eredoctoraten op.

## Wetenschappelijke bijdrage
Stafford Beer past in de traditie van de systeemtheorie, onder andere vertegenwoordigd door W.Ross Ashby en Ludwig von Bertalanffy. Van Ashby leerde hij dat elk organisme (en daaronder rekent Beer ook organisaties) moeten kunnen omgaan met complexiteit in zijn omgeving (gemeten in variabiliteit) door daar voldoende interne variabiliteit tegenover te stellen (Ashby’s Law of requisite variety). Beer borduurde voort op de bevindingen van Ashby en ontwikkelde zijn Viable System Model.
Het Viable System Model is onder andere uitgewerkt in Beers boek The Brain of the Firm. Hierin stelt Beer allereerst vast dat organisatie moeten omgaan met complexiteit om levensvatbaar te blijven. Omgaan met complexiteit kan op een drietal manieren. Allereerst stelt Beer dat niet alle omgevingsfactoren relevant zijn voor de organisatie. Via het stellen van relevante doelen kan bepaald worden wat wel en wat niet van belang is.
Als tweede stelt Beer dat organisaties kunnen omgaan met de complexiteitsparadox door een tweetal strategieën, te weten dempen (het wegnemen van verstoringen) en het versterken (uitbreiden van regelmogelijkheden).
Ten derde stelt Beer dat organisaties als de systemen die zij zijn worden gekenmerkt door recursie. Dit houdt in dat binnen een systeem meerdere subsystemen kunnen bestaan die elk dezelfde relevante eigenschappen hebben als het overkoepelende systeem waarin deze subsystemen zich bevinden. Doordat deze subsystemen ook de mogelijkheid hebben om te dempen of te versterken valt er regeldruk weg voor de hoger gelegen systemen.
Ten slotte geeft Beer een vijftal functies in zijn Viable System Model aan waar elk levensvatbaar systeem aan moet voldoen wil het levensvatbaar blijven.